# Bahawalpur (tahsil)
El tahsil de Bahawalpur fou un dels districtes en què estava dividit el nizamat de Bahawalpur, una de les grans divisions administratives de l'estat de Bahawalpur fins al 1955. Tenia 5.824 km² i ocupava la part al sud del riu Sutlej. La població del districte era d'uns 90.000 habitants (1900). La ciutat principal era Bahawalpur i hi havia 107 llogarets. El Sutlej era al nord i la depressió d'Hakra al sud (després de la qual arriba el desert) i entremig les anomenades terres altes.